# Художественный музей Цинциннати
Художественный музей Цинциннати (англ. Cincinnati Art Museum; сокр. CAM) — один из старейших художественных музеев США, находящийся в городе Цинциннати, штат Огайо.

## История

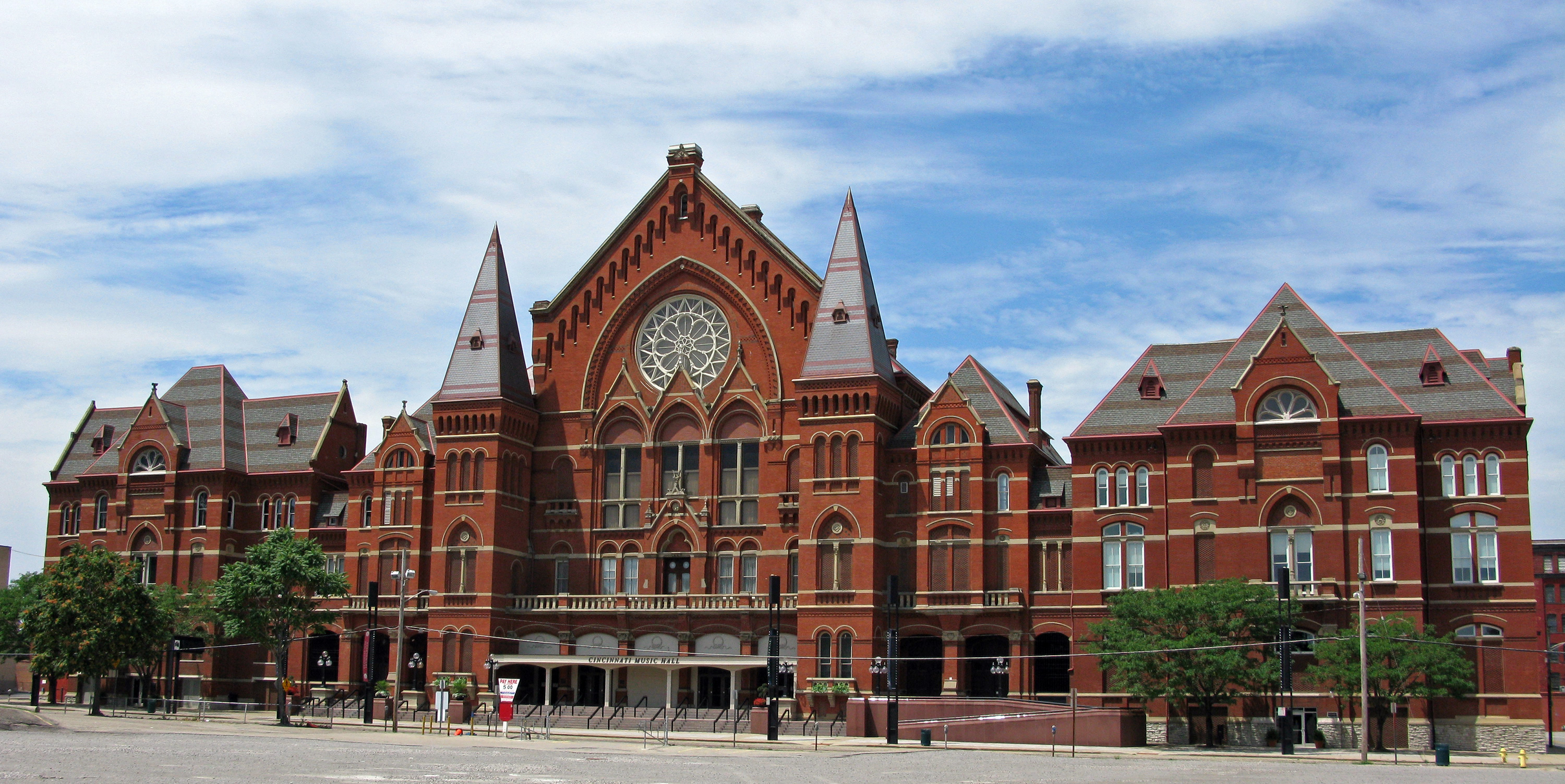
Здание Music Hall в Цинциннати

Основанный в 1881 году, это был первый специально построенный музей искусств западнее Аллеганы. Его коллекция из более чем 60000 работ делают его одним из наиболее крупных музеев на Среднем Западе. Здание в стиле романского возрождения было спроектировано архитектором из Цинциннати Джеймсом Маклафлином (англ. James W. McLaughlin) и было открыто для публики в 1886 году. За время своего существования оно подвергалось ремонту и реконструкции.
Первоначально музей располагался в южном крыле здания Music Hall в районе Over-the-Rhine Цинциннати. 17 мая 1886 года прошла торжественная церемония открытия нового здания музея в цинциннатском Иден-парке (англ. Eden Park ).
В 1907 году к музею было добавлено еще одно крыло, в 1930-е годы он получил огороженный двор. В 1940-х — начале 1950-х годов музей был реконструирован. В 1965 году было расширено крыло здания Adams-Emery. В 1993 году прошла инженерно-техническая реконструкция, улучшившая, в частности, его освещение и климат-контроль.
Музей открыт для посетителей со вторника по воскресенье с 11.00 до 17.00; закрыт по понедельникам. Вход — свободный. Стоимость парковки автомобиля — 4 доллара.
Коллекция музея включает работы выдающихся мастеров — Сандро Боттичелли, Маттео ди Джованни, Коро, Ренуара, Писсарро, Моне, Пикассо и других.
В 2022 году музей обнаружил портрет под картиной Поля Сезанна «Натюрмортом с хлебом и яйцами»1865 года, когда его главный хранитель Серена Урри, убирая картину с выставки, в которую она была включена, и осматривая ее на предмет возможного ремонта, заметила необычные узоры в трещинах и «по наитию» сделала рентгеновский снимок. 
Коллекция декоративного искусства и дизайна музея насчитывает более 7 000 работ, среди которых произведения Поля де Ламери, Карен ЛаМонт, Китаро Шираямадани, Жан-Пьера Латца и многих других. 
Ежегодно в Художественном музее Цинциннати проходит несколько национальных и международных специальных выставок. Каждая выставка сопровождается публичными программами, мероприятиями и специальными событиями. Среди выставок: Живопись, политика и люди-памятники: Берлинские шедевры в Америке, Хэнк Уиллис Томас: все равны..., и Нет зрителей: искусство The Art of Burning Man.

## Шедевры коллекции

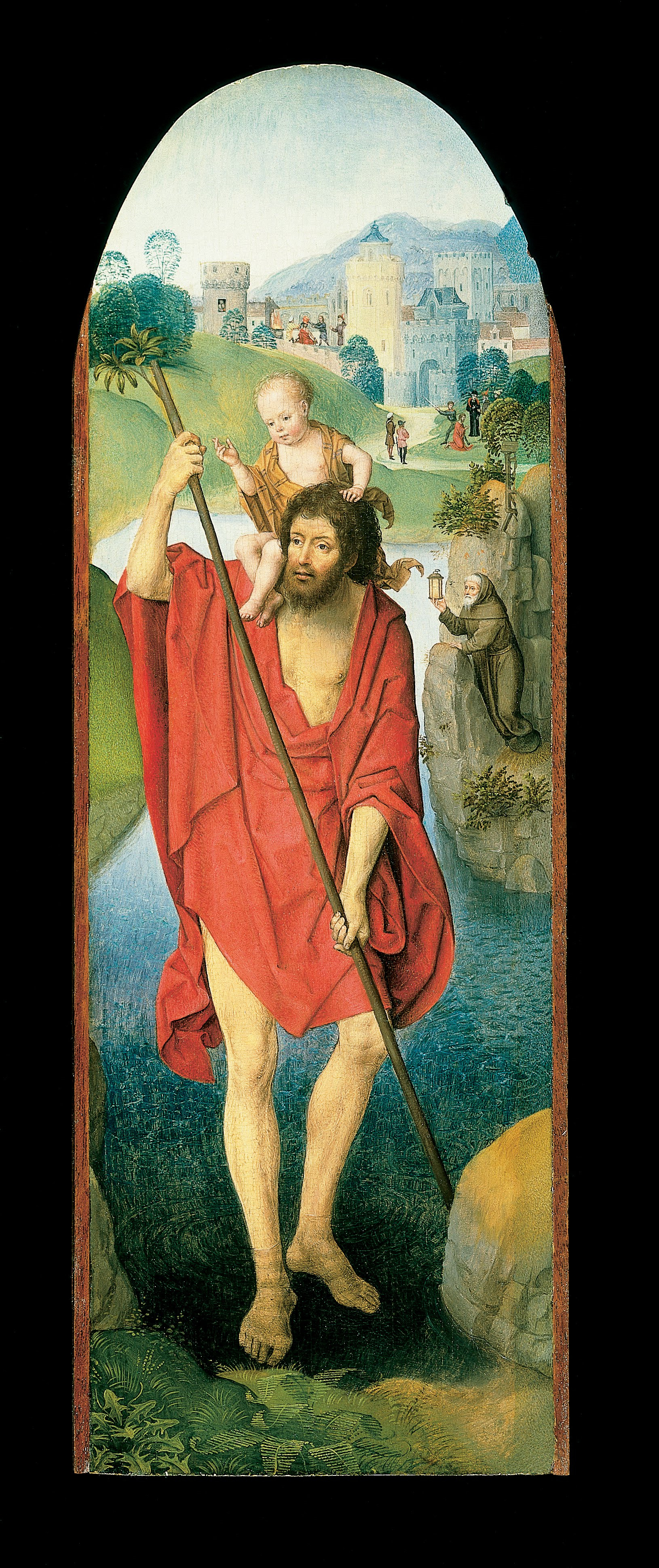
Ханс Мемлинг Святой Христофор (1433—1494)
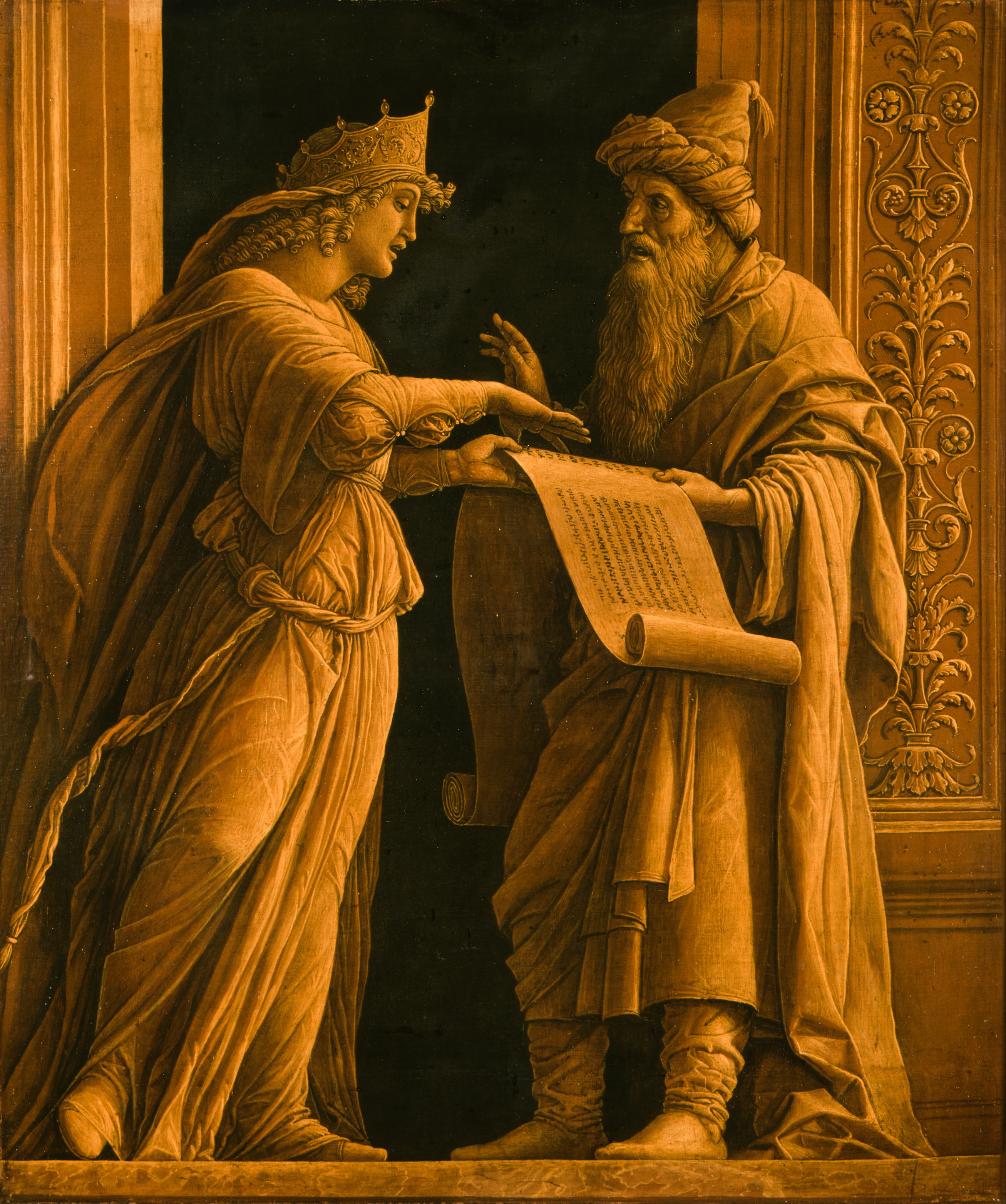
Андреа Маненья Сивилла и пророк[итал.] (1495—1500)
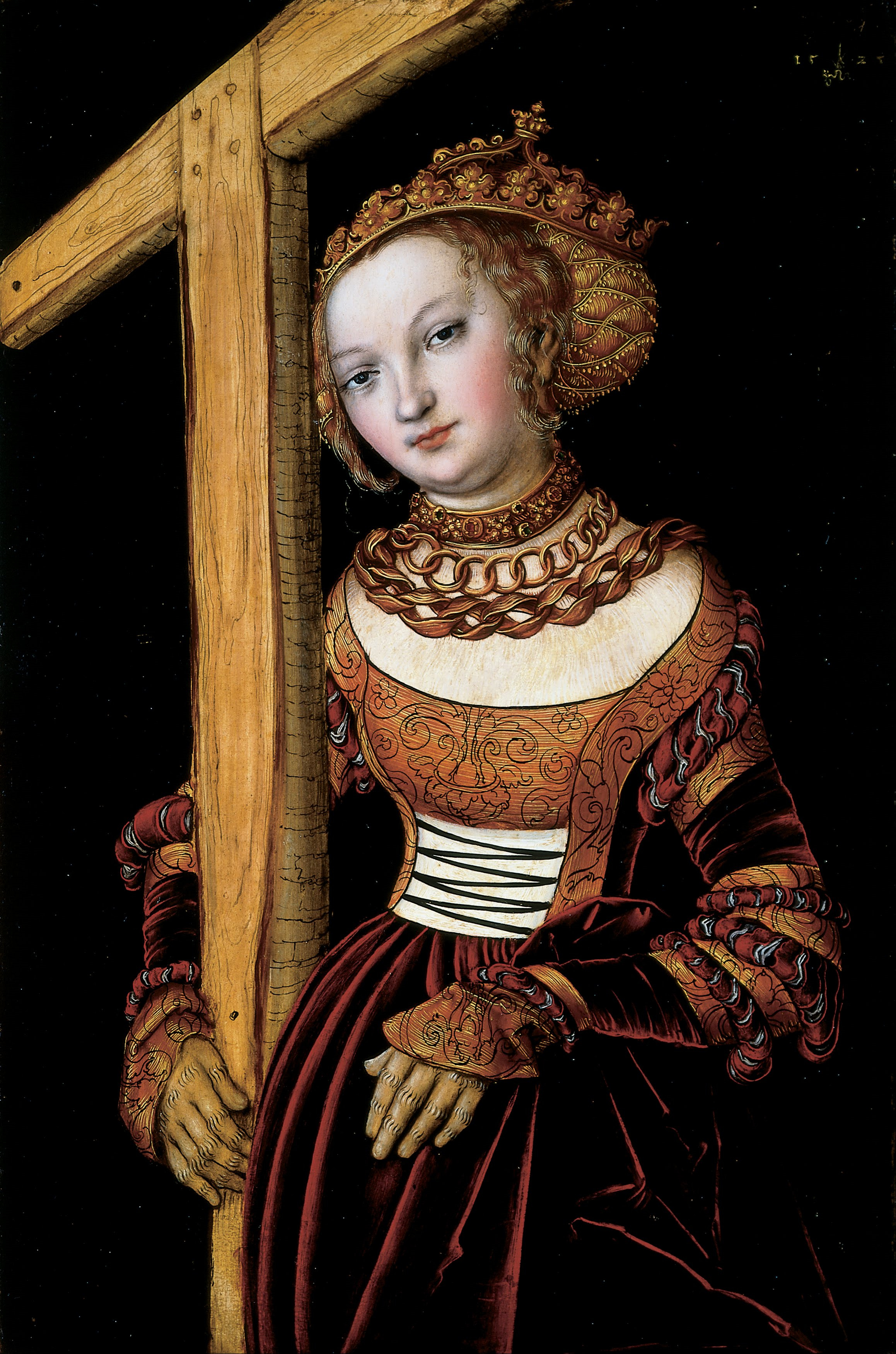
Лукас Кранах Старший Святая Елена с Крестом (1525)
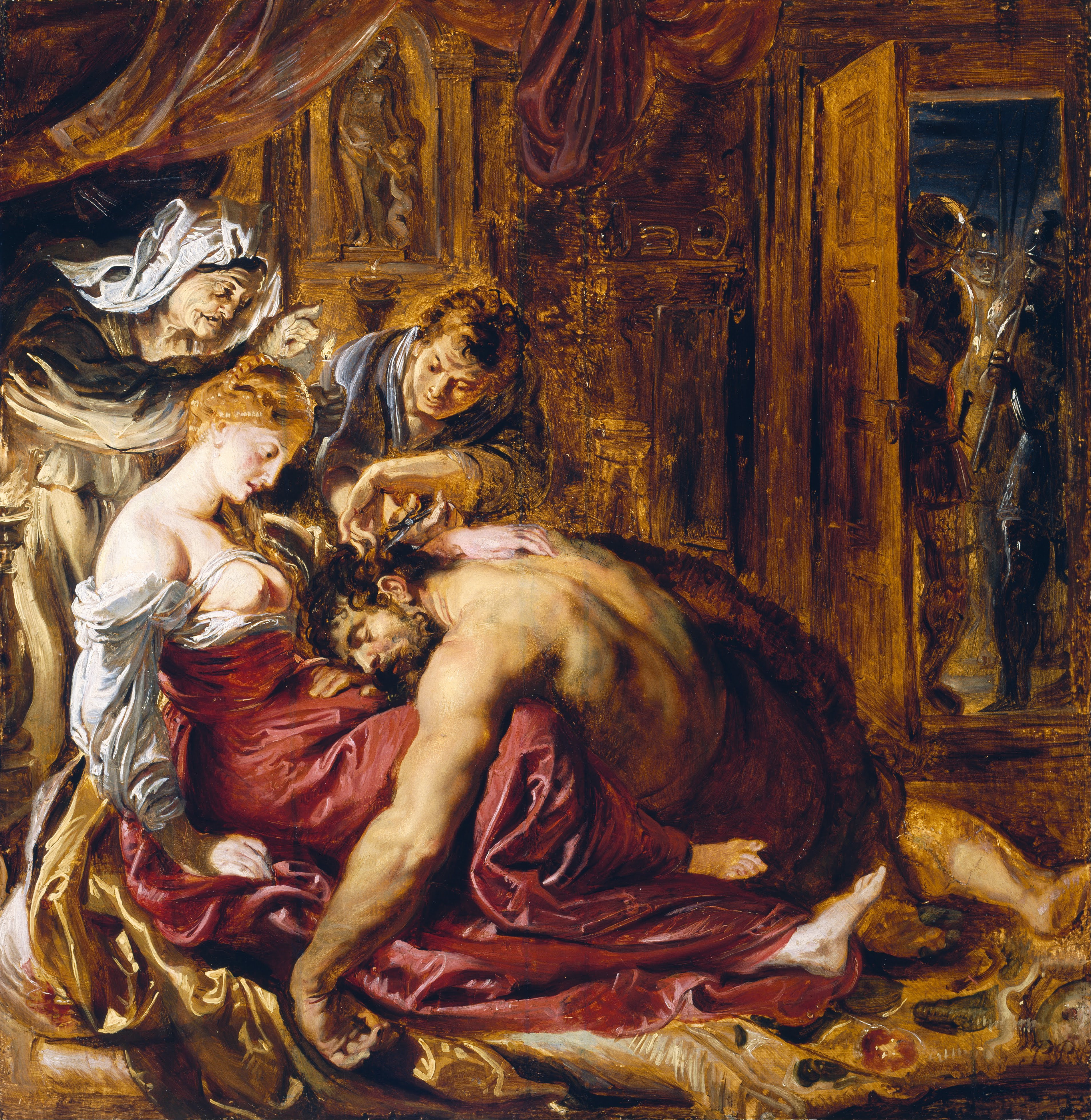
Питер Пауль Рубенс Самсон и Далила (1604—1614)
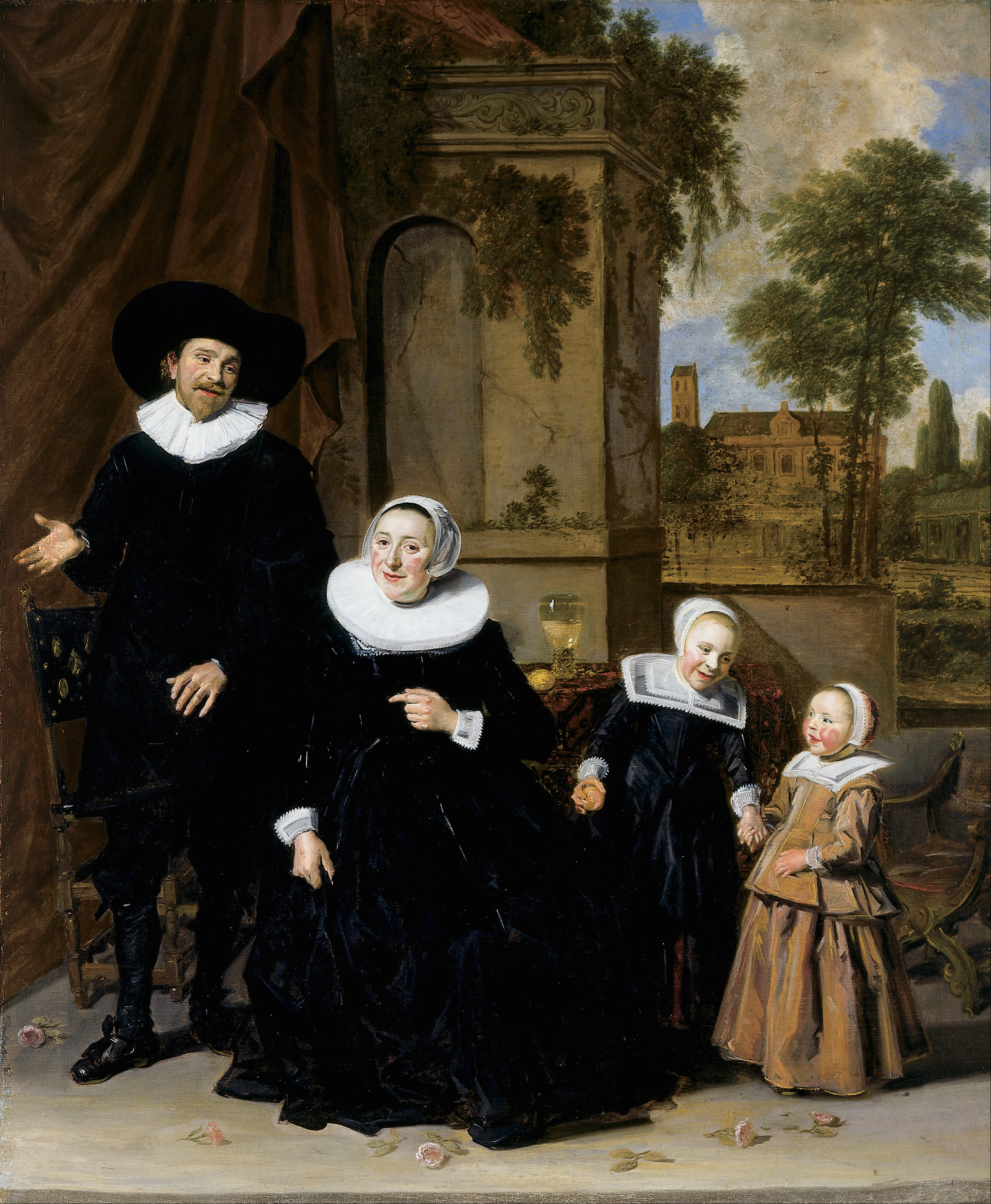
Франс Халс Портрет голландской семьи[англ.] (1633—1636)
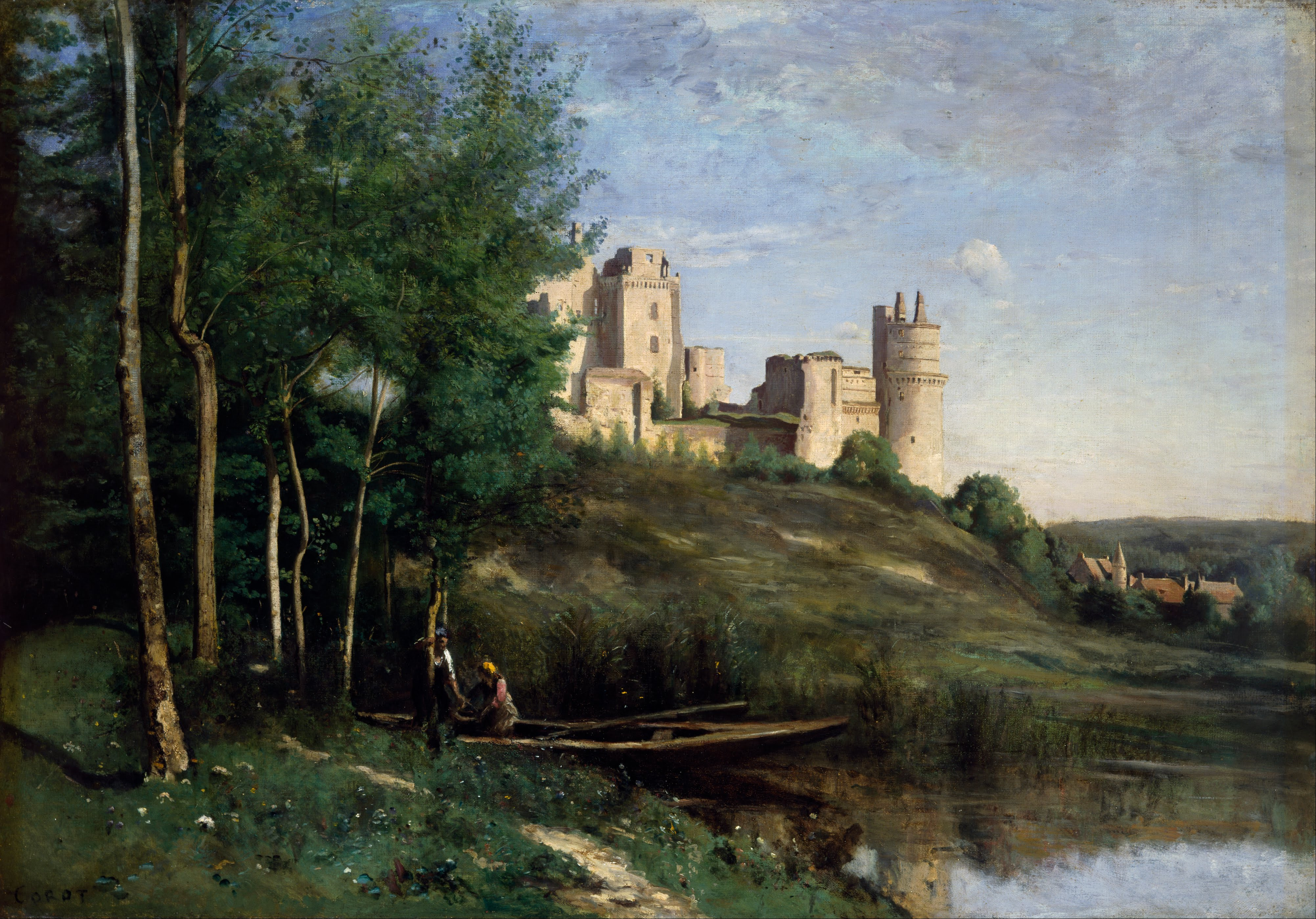
Жан Батист Камиль Коро Руины Шато-де-Пьерфон
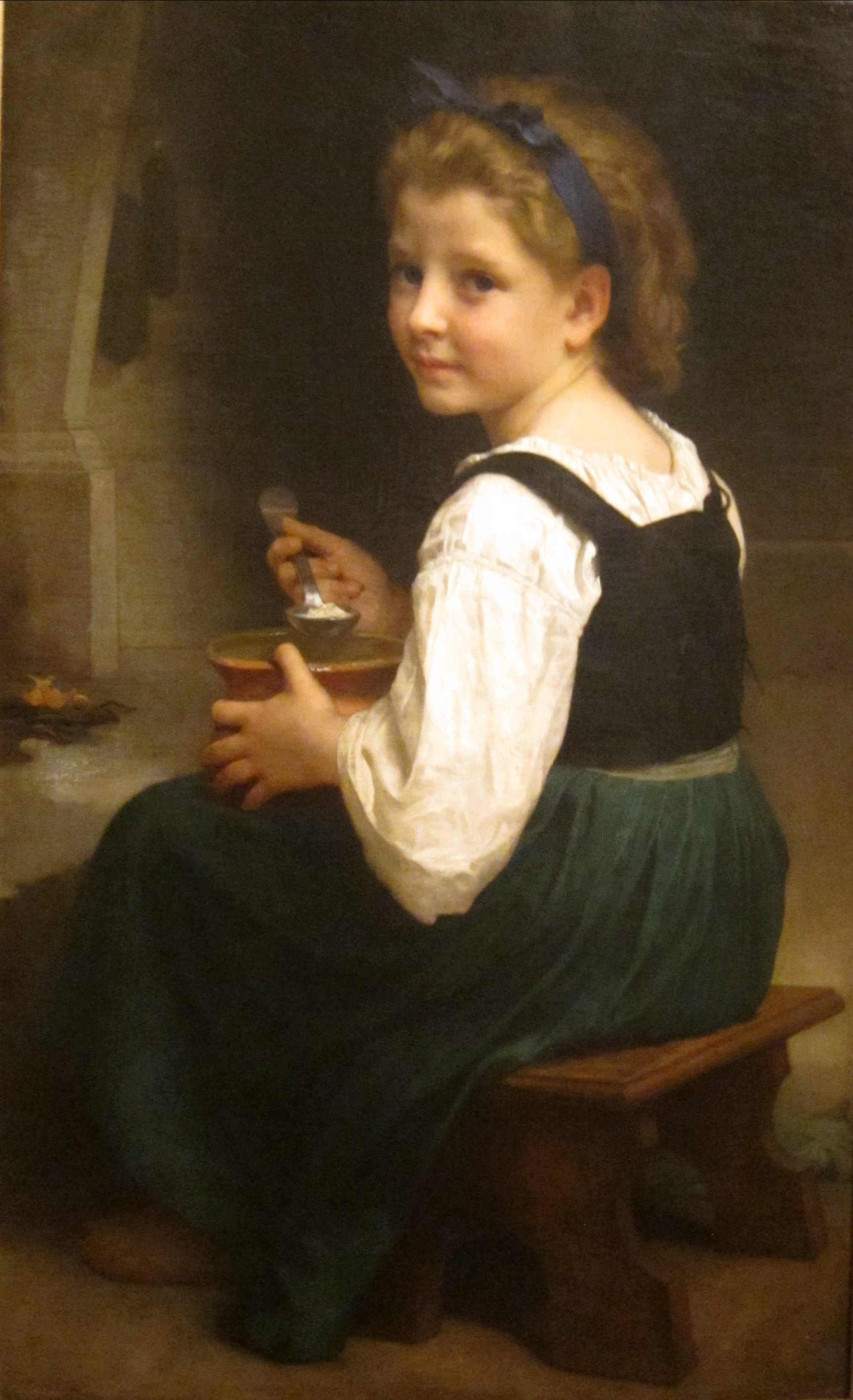
Вильям Бугро Девочка ест кашу (1874)
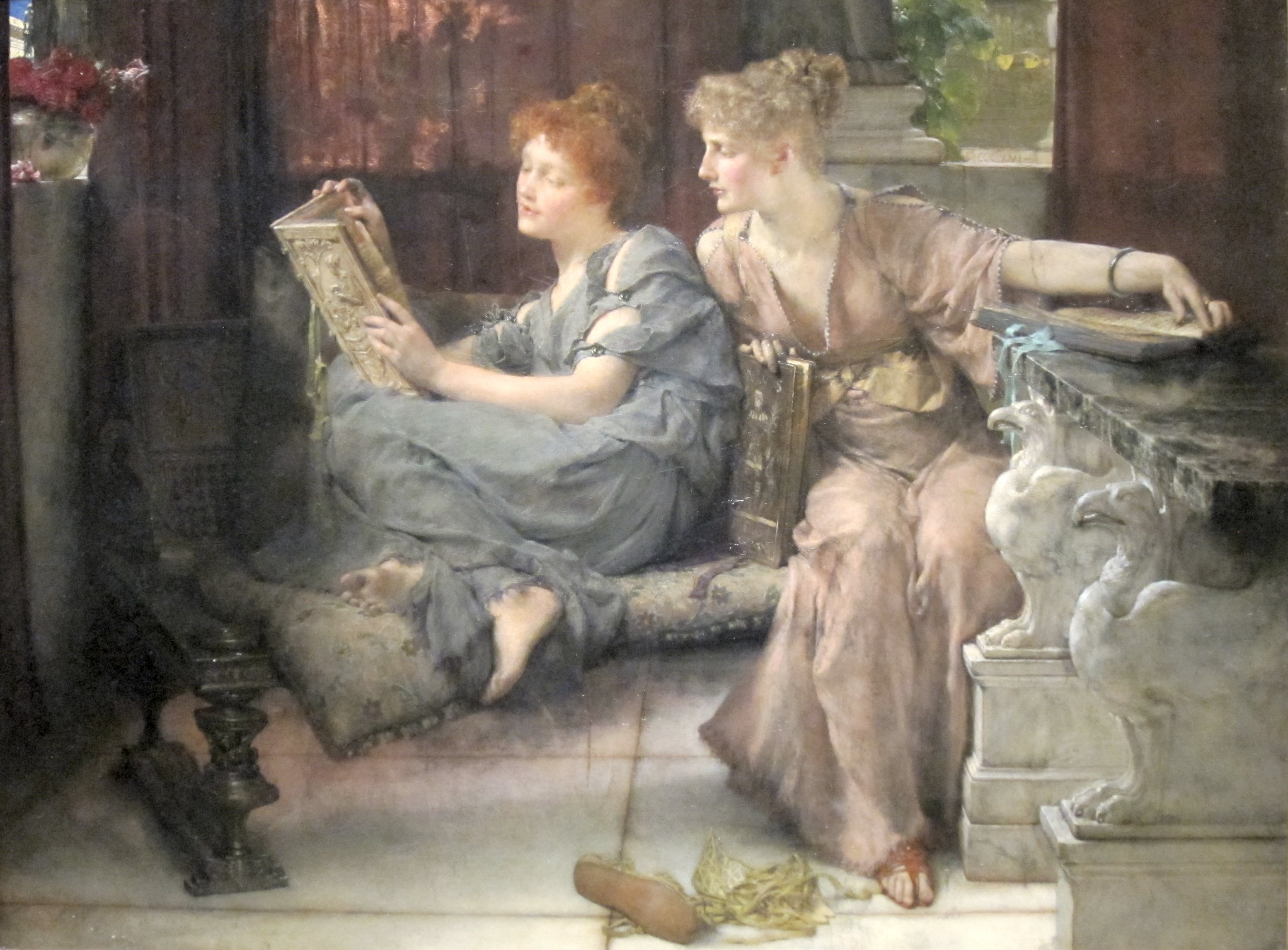
Лоуренс Альма-Тадема Сравнение (1892)
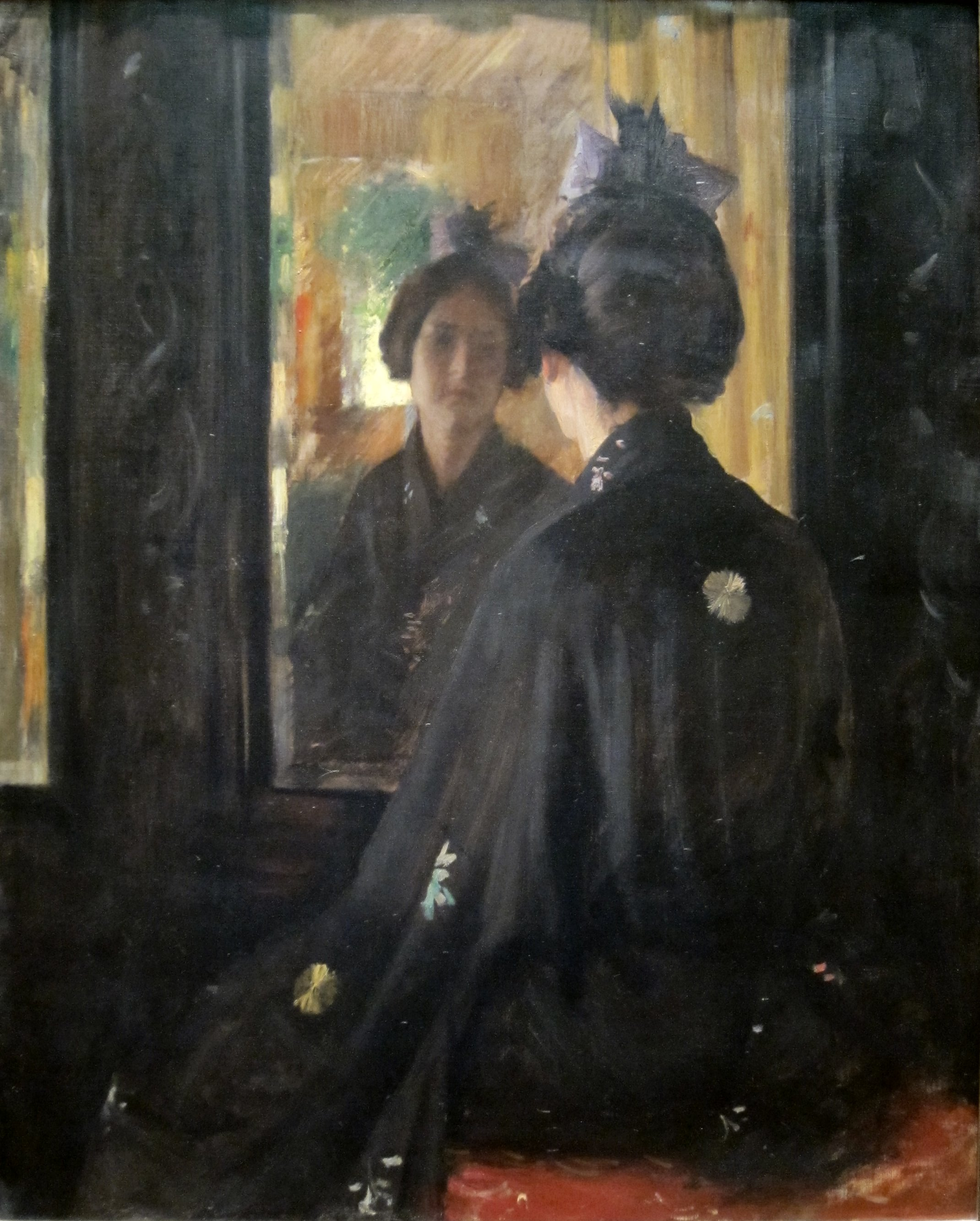
Уильям Чейз Зеркало (ок. 1900)
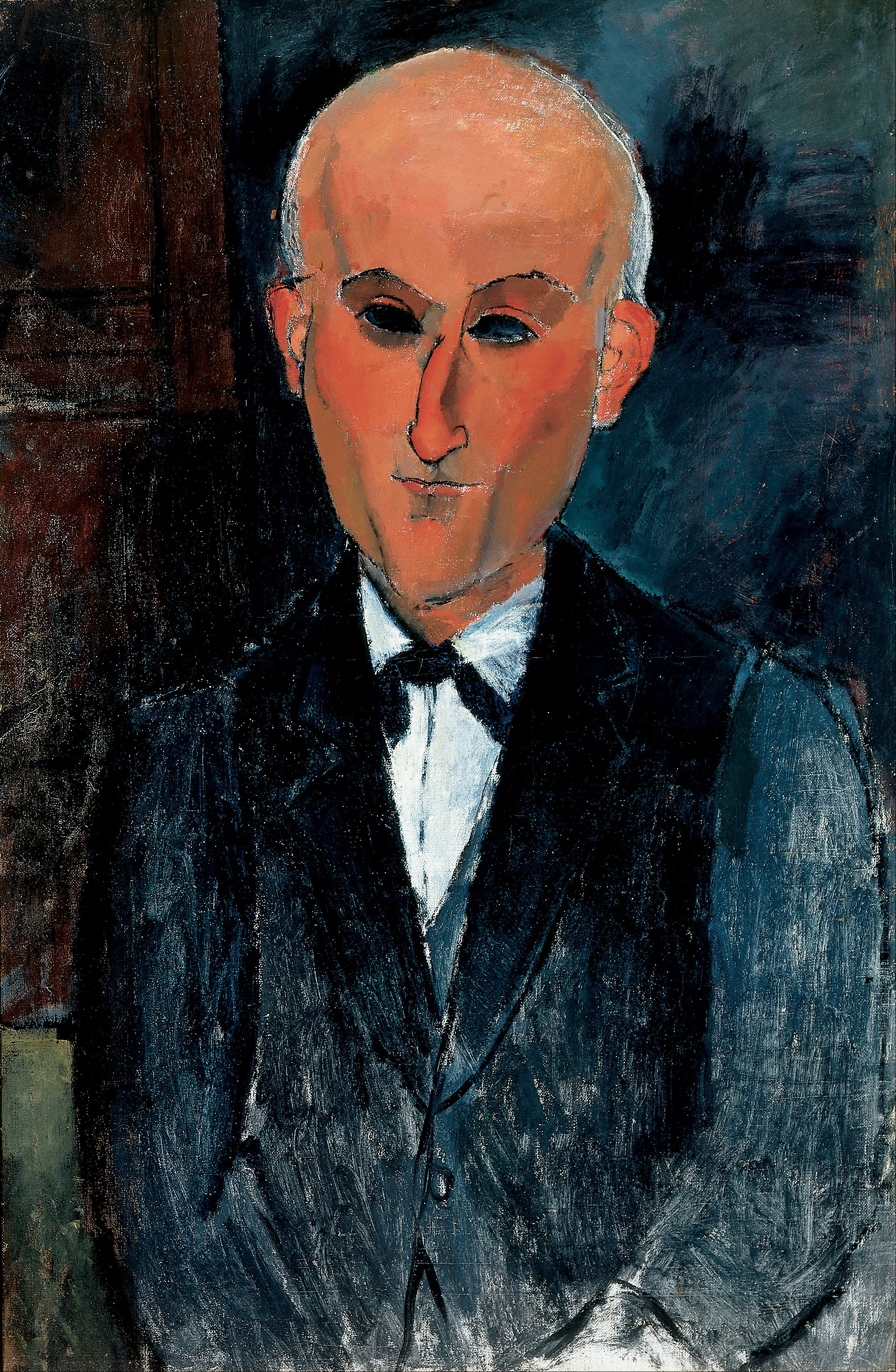
Амедео Модильяни Портрет Макса Жакоба (1911—1921)